# Prokop Lucemburský
Prokop Lucemburský (prosinec 1358 Brno – 24. září 1405 Královo Pole) byl syn moravského markraběte Jana Jindřicha Lucemburského a Markéty Opavské, titulární markrabě moravský (1375–1405) a zemský hejtman království.

## Biografie

### Původ, mládí
Prokop se narodil jako nejmladší syn moravského markraběte Jana Jindřicha (1322–1375, mladšího syna českého krále Jana Lucemburského a bratra Karla IV.) a jeho druhé manželky Markéty Opavské.[zdroj?]

### Moravský markrabě
Jeho otec Jan Jindřich ustanovil svým dědicem nejstaršího ze svých tří synů Jošta, majetek ovšem rozdělil i mezi další dva syny, Prokopa a Jana Soběslava. Bratři brzy rozpoutali tzv. markraběcí války, v jejichž pozadí byly nejen vleklé spory o dědictví, ale celá složitá situace po smrti jejich strýce Karla IV. (1378). Začal se postupně hroutit řád jak v zemích Koruny české, tak i v Říši. Bratři Jošt a Prokop vládli v té době na Moravě společně a podíleli se na společném úsilí lucemburské dynastie na získání polské a uherské koruny. Finančně podpořili svého bratrance Zikmunda Lucemburského v získání uherské koruny. O finanční pomoc svých moravských bratranců usiloval i český král Václav IV.[zdroj?]
Po úmrtí Jana Soběslava se starší markrabě Jošt vyrovnal s Prokopem i o jeho majetek a vyplácel mu 400 kop grošů ročně. Po období poměrného klidu a spolupráce v osmdesátých letech však začal mocenský boj uvnitř lucemburské dynastie. Na straně jedné docházelo v prosazování cílů ke spolupráci Zikmunda a Jošta, na straně druhé Václav IV. hledal oporu u svého nejmladšího bratra Jana Zhořeleckého a bratrance – mladšího moravského markraběte Prokopa. Na Moravě skončila spolupráce obou moravských bratří a pro neplnění závazků z Joštovy strany, zejména vyplácení podílu ze zisku Braniborska, se rozhořela lokální válka.[zdroj?]

### Markraběcí války
Na stranu Jošta se postavila většina moravských pánů, kteří si však za to nechali zaplatit a bojovali fakticky jako žoldnéři. Prokop získal spojence zejména na severní Moravě a ve Slezsku. Boje byly střídány s neúspěšnými mírovými jednáními. Na Moravě začalo bezvládí, při kterém se mnozí šlechtici přeměnili v loupežné rytíře a přepadávali nejen hrady a vesnice svých protivníků, ale i vozy obchodníků nebo věznili rukojmí, od jejichž příbuzných požadovali výkupné. Roku 1394 vznikla proti králi Václavovi IV. panská jednota, která krále zajala a uvěznila. Z vězení ho vysvobodil jeho bratr Jan Zhořelecký, na jejich stranu se přidal i Prokop. Ten se stal Václavovým hlavním spojencem i po záhadné smrti Jana Zhořeleckého. Po smrti olomouckého biskupa Mikuláše z Riesenburka v období sedisvakance pověřil král Václav IV. Prokopa správou tamních biskupských statků. Prokop nechal všechny biskupské hrady obsadit svou posádkou a ty se tak staly oporou krále Václava. Kapitula se bránila tím, že zábor biskupských statků oznámila papeži a ten uvalil na Prokopa a jeho příznivce, v jejichž čele stál známý válečník Jan Sokol z Lamberka, klatbu[nepřesný odkaz] a exkomunikaci z církve v roce 1399. Boje mezi jednotlivými šlechtici pokračovaly, docházelo k vzájemnému ničení majetku, vypalování vesnic a žalobám u zemských soudů v Brně či Olomouci, přičemž právo bylo v době bojů zcela nevymahatelné.[zdroj?]
V březnu roku 1402 byl Zikmundem Lucemburským zajat znovu jeho bratr král Václav IV., v červnu byl společnou akcí Zikmunda a Jošta lstí z Bezdězu vylákán a poté zajat i Prokop, který se stal vězněm Zikmunda Lucemburského v Prešpurku. Ve vězení zůstal dva roky. V tomtéž roce však došlo i k zásadnímu obratu v Joštově politice. Rozešel se se Zikmundem a naznačil mu, že sám uvažuje o vládě v Čechách. V zemích koruny české se postavil na stranu Václava IV. a navázal spojení s opozicí v Uhrách proti Zikmundovi. Ten se spojil s Albrechtem Rakouským a válka nabyla nových rozměrů. Roku 1403 však vypuklo v Uhrách povstání, a tak se Zikmundova a Albrechtova vojska stáhla z Moravy a účastnila se jeho potlačování. Koncem roku 1403 se podařilo králi Václavovi IV. uprchnout z vězení z Vídně a sesadit Zikmundem dosazenou vládu. K rozhodujícímu střetnutí došlo v létě roku 1404 u Znojma. Město, které drželi Prokopovi hejtmani Jan Sokol z Lamberka a Hynek Suchý Čert z Kunštátu na Jevišovicích, bylo obleženo Zikmundovými a Albrechtovými vojsky. Po dvou měsících bylo obležení rozpuštěno, protože Zikmund i Albrecht dostali průjmové onemocnění, zřejmě úplavici. Zatímco Zikmund Lucemburský se uzdravil, Albrecht IV. Rakouský zemřel.[zdroj?]

### Konec Prokopova života a smrt
Roku 1402 se Prokop stal s Joštovým přispěním vězněm Zikmunda Lucemburského v Prešpurku a ve vězení zůstal dva roky. Jošt se nakonec přičinil i o jeho propuštění, Prokop ale brzy poté podlehl nemoci a 24. září roku 1405 v Brně zemřel. Jošt se po jeho smrti stal jediným pánem Moravy (Jan Soběslav zemřel již roku 1380).[zdroj?]
Prokop strávil údajně poslední měsíce svého života po propuštění z prešpurského vězení v kartuziánském klášteře v Králově Poli, jehož byl spoluzakladatelem. Místo jeho posledního odpočinku nebylo známo, až teprve při výměně dlažby v hlavní lodi kostela Nejsvětější Trojice královopolského kláštera v roce 1975 byla uprostřed chóru Otců nalezena podzemní hrobka s poškozenou kostrou muže. Antropolog Emanuel Vlček z Národního muzea v Praze tyto pozůstatky odborně posoudil a identifikoval je jako ostatky mladšího moravského markraběte Prokopa. Jeho ostatky byly vloženy do olověné tumby, kterou zdobí na podélných stěnách reliéfní pás s postavami apoštolů a na víku nápis: „Ostatky Prokopa Lucemburského, markraběte moravského, nalezené roku 1975 v hlavní chrámové lodi a znovu uložené v roce 1988“. Tumba byla vložena do komory v podlaze zrestaurované Andělské kaple. Hrobka je přikryta mramorovou deskou s bronzovým nápisem „Prokop Lucemburský, moravský markrabě, 1358 – 1405“.[zdroj?]
Na rozdíl od svých starších bratří měl Prokop potomka. Jeho nemanželský syn Jiří Lucemburský, kterého měl s neznámou milenkou, se stal benediktinským mnichem v Monte Casinu a měl zemřít roku 1457 v Augsburgu. Jde o posledního potomka lucemburského rodu, který je historikům znám – dědická práva na majetky a tituly svých předků však vzhledem ke svému nelegitimnímu původu uplatňovat nemohl.[zdroj?]

## Zajímavost
Za svého věznění v Prešpurku psal Prokop verše. Některé z nich se dochovaly a byly publikovány.